# Aegus currani
Aegus currani es una especie de coleóptero de la familia Lucanidae.

## Distribución geográfica
Habita en Luzon en las (Filipinas).